# رايموندو ليدا
رايموندو ليدا (بالإسبانية: Raimundo Lida)‏ فقيه لغوي وفيلسوف لغوي وناقد أدبي وكاتب مقال أرجنتيني، وُلد في لفيف، الإمبراطورية النمساوية المجرية في 15 نوفمبر عام 1908. كان ليدا اخصائيًا في فقه اللغة وأدب العصر الذهبي والحداثة. كان واحدًا من ثلاثة أبناء، حيث كان أخًا للفقيهة اللغوية ماريا روسا دي ليدا مالكيل والطبيب إيميلو ليدا. وتُوفي في كامبريدج في ماساتشوستس في 20 يونيو عام 1979.